# 초인 킨타맨
초인 킨타맨(일본어: 超人キンタマン)은 일본의 작가 다테이시 게이타(일본어: 立石 佳太)의 개그만화이다. 1981년 4월부터 1987년 12월까지 쇼가쿠칸의 '월간 코로코로코믹'에서 장기연재되었다. 대한민국에서는 '쿤타맨'이라는 제목으로 해적판이 발간되어 인기를 끌었다. 원제인 '초인 킨타맨'이라는 제목은 대한민국에서 전혀 알려져 있지 않으므로, 이하 '쿤타맨'으로 표기한다.

## 개요
쿤타맨은 당시 유행하던 어린이용 만화영화와 전대물들을 패러디한 캐릭터들이 벌이는 여러 가지 소동을 소재로 한 만화이다. 주인공 쿤타맨은 울트라맨의 패러디이며 주변인물로는 가면라이더의 패러디인 오멘라이더(お面ライダー), 건담의 패러디인 바카라스(バカラス) 등의 캐릭터가 등장한다.

## 특징
주인공 이름의 발음은 '킨타만' 인데 이는 일본어로 불알을 뜻하는 '킨타마(일본어: 金玉)'를 이용한 언어유희이다. 어린이 대상의 만화이지만 다양한 저질개그를 구사하는 것이 특징이다. 같은 시기 연재되던 닥터슬럼프의 화풍과 스타일을 많이 모방했다는 평을 듣는다.

## 단행본
단행본은 총 10권으로 완결되었다. 대한민국에서는 1980년대에 다이나믹콩콩코믹스에서 '성운아'라는 유령작가 이름으로 해적판이 나온 적이 있으나, 컷들이 임의로 변경되고 에피소드들의 순서가 제멋대로 바뀌는가 하면 수많은 페이지가 통째로 삭제된 불완전한 버전이다. 쿤타맨은 일본에서도 절판되어 구하기 힘든 추억의 만화로 알려져 있다.

## 참고 문헌
- 이, 명석 (1999). “일본만화 편력기”. 《홍디자인》.
- “열혈!! 코로코로 전설 Vol. 7”. 《코로코로코믹스》. 2007.